# Episcopia Covasnei și Harghitei
Episcopia Covasnei și Harghitei este o eparhie a Bisericii Ortodoxe Române, înființată în 1994. Are sediul în municipiul Miercurea Ciuc, jurisdicția în județele Harghita și Covasna. Din 2015 este condusă de episcopul Andrei Nicolae Moldovan.

## Monumente istorice
- Biserica ortodoxă din Vâlcele, ctitorie a principelui sârb Miloš Obrenović (1843)

## Episcopi
- Ioan Selejan (1994-2014)
- Andrei Nicolae Moldovan (din 2015)